# STS-61-C
STS-61-C byla sedmá mise raketoplánu Columbia. Celkem se jednalo o 24. misi raketoplánu do vesmíru. Cílem letu bylo vynesení komunikačního satelitu „Satcom Ku-1“.

## Posádka
- Robert L. Gibson (2) velitel
- Charles F. Bolden (1) pilot
- Franklin Chang-Diaz (1) letový specialista
- Steven A. Hawley (2) letový specialista
- George D. Nelson (2) letový specialista
- Robert Cenker (1) specialista pro užitečné zatížení
- Clarence Nelson (1), senátor, zde specialista pro užitečné zatížení

V závorkách je uvedený dosavadní počet letů do vesmíru včetně této mise.

## Průběh letu
Na palubě raketoplánu Columbia, jenž startoval po několika odkladech z kosmodromu na Mysu Canaveral k misi STS-61-C, bylo šest astronautů, které doprovázel senátor Clarence Nelson. Mise byla katalogizována v COSPAR jako 1986-003A. Sebou vezli a na oběžné dráze vypustili telekomunikační družici RCA Satcom Ku-1. Během letu Nelson prováděl připravené biologické experimenty, ale práci nedokončil. Nepříliš vydařený let byl ukončen přistáním na základně Edwards v Kalifornii.